# Hołynka (rejon klecki)
Hołynka (biał. Галынка; ros. Голынка) – agromiasteczko na Białorusi, w rejonie kleckim obwodu mińskiego, nad rzeką Naczą, około 20 km na południe od Klecka.
Siedziba parafii prawosławnej pw. Świętych Apostołów Piotra i Pawła.

## Historia

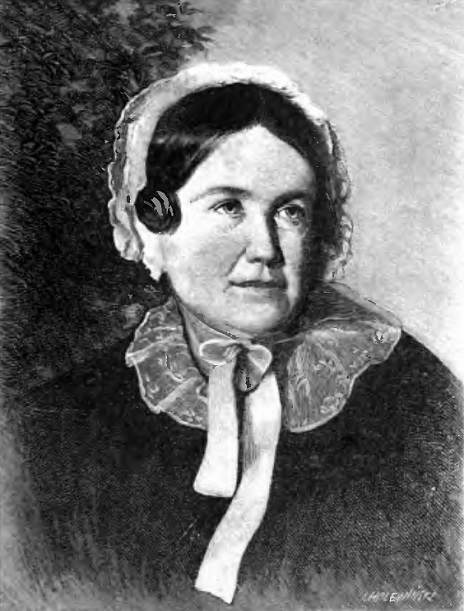
Ewa Felińska

Pierwsza znana dziś wzmianka o Hołynce pochodzi z 1552 roku. Na przełomie XVIII i XIX wieku majątek ten kupił Karol Piotr Wendorff, major wojsk polskich, kolejnym właścicielem był jego brat, Adam, a wkrótce potem syn Karola, Stanisław. W 2. dekadzie XIX wieku przebywała tu wielokrotnie Ewa Felińska, córka Zygmunta Wendorffa, brata Karola. W rękach rodziny Wendorffów majątek pozostał przez większą część XIX wieku, pod którego koniec Helena Wendorff wyszła za Dionizego Łozińskiego, wnosząc mu wieś w posagu. Po śmierci Dionizego majątek przypadł ich synowi Konradowi. Wdowa po Konradzie, Anna Łozińska, był ostatnią właścicielką Hołynki (w latach 1932–1939).
Majątek w ciągu XIX wieku był dzielony przez rodzinę i sekwestrowany przez władze carskie za udział członków rodziny w powstaniach: listopadowym i styczniowym. W latach 70. XIX wieku majątek liczył około 1800 mórg.
Po II rozbiorze Polski w 1793 roku Hołynka, wcześniej należąca do województwa nowogródzkiego Rzeczypospolitej, znalazła się na terenie powiatu słuckiego (ujezdu) guberni mińskiej Imperium Rosyjskiego. Po ustabilizowaniu się granicy polsko-radzieckiej w 1921 roku Hołynka wróciła do Polski, należała do gminy Siniawka w powiecie nieświeskim województwa nowogródzkiego, od 1945 roku – w ZSRR, od 1991 roku – na terenie Republiki Białorusi.
W XIX wieku działała tu fabryka płócien, młyn i kaplica katolicka (wybudowana w 1809 roku, istniała do 1939 roku) i gorzelnia (1810). W pierwszej połowie XIX wieku albo w 1788 roku wybudowano we wsi cerkiew prawosławną pw. św. apostołów Piotra i Pawła. Cerkiew była remontowana w latach: 1877, 1891, po 1920 i w 1989 roku. Cerkiew i brama-dzwonnica (z 1863 roku) istnieją do dziś i są zabytkiem.
Obecnie we wsi znajduje się siedziba leśnictwa, szkoła średnia, dom kultury, biblioteka i poczta.  

## Dawny dwór

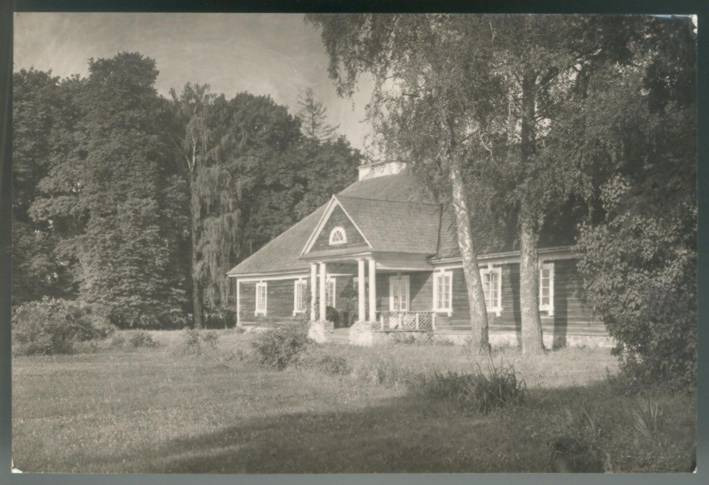
Dwór Wendorffów i Łozińskich w 1937 roku

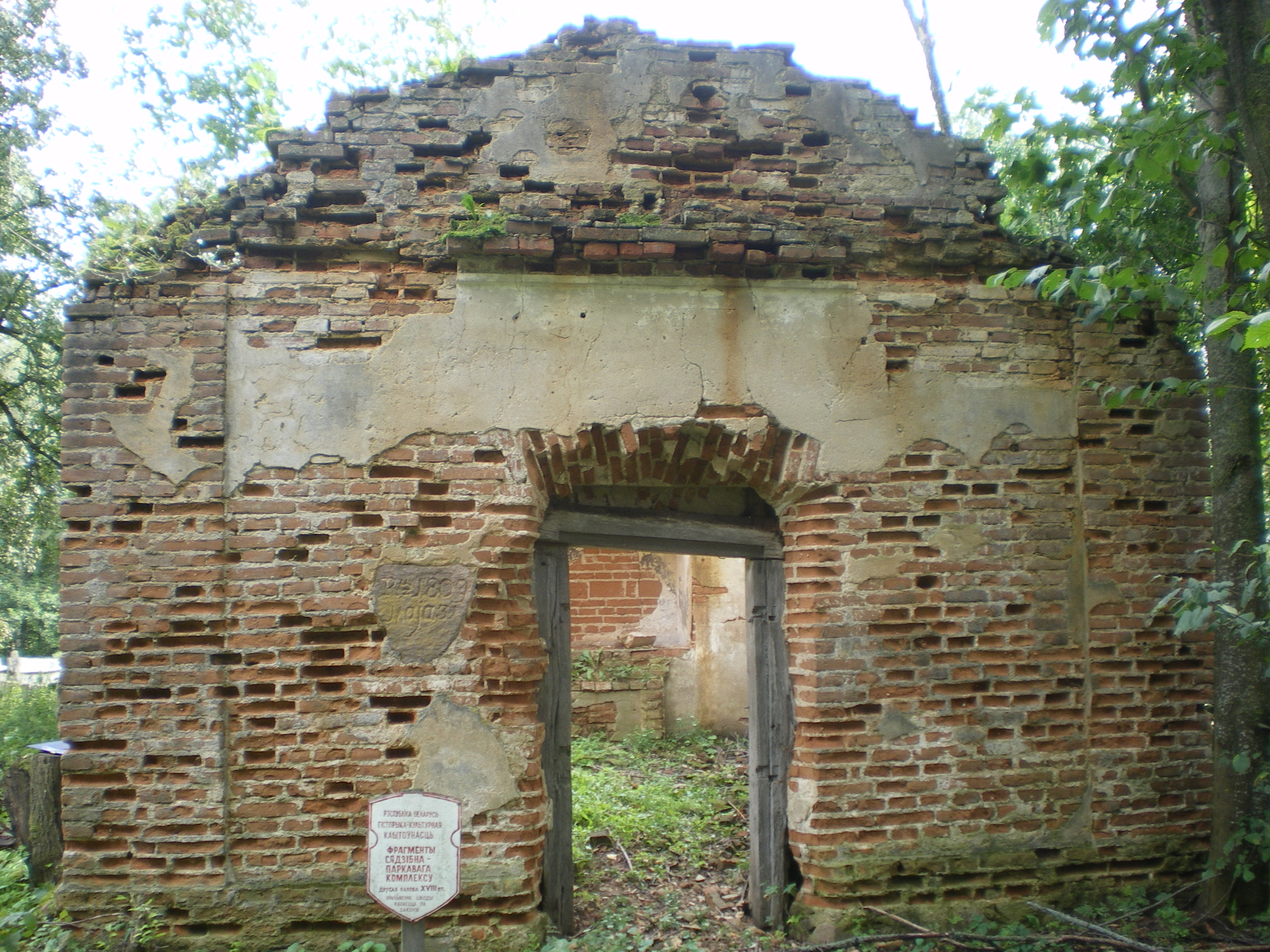
Ruiny kaplicy katolickiej

Prawdopodobnie Stanisław i Ewa Wendorfowie wybudowali w 1802 roku dwór, wzniesiony na planie czworokąta, z niską podmurówką i bardzo wysokim, gładkim, gontowym czterospadowym dachem. Od strony podjazdu miał ganek, którego trójkątny szczyt z półkolistym okienkiem był wsparty dwiema parami kolumn. Od strony ogrodu elewacja była podobna. Przed domem rozciągał się kolisty gazon.
Za domem znajdował się ogród o założeniu francuskim, który przechodził w park krajobrazowy opadający tarasami ku rzeczce
Park założył na początku XIX wieku Stanisław Wendorff. 
Na terenie folwarku istniały spichlerze z 1811 i 1812 roku.
Dwór istniał do II wojny światowej. Do dziś zachowały się częściowo zrujnowane fundamenty, ruina jednego ze spichlerzy i resztki parku.
Majątek w Hołynce został opisany przez Ewę Felińską w jej książce Pamiętniki z życia  . Był również opisany w 2. tomie Dziejów rezydencji na dawnych kresach Rzeczypospolitej Romana Aftanazego.